# Emilie Hegh Arntzen
Emilie Hegh Arntzen (Skien, 1 de enero de 1994) es una jugadora de balonmano noruega que actúa como lateral izquierda. Con la Selección de Noruega ha conquistado un bronce olímpico (Río 2016), un oro y una plata mundiales (2021 y 2017) y cuatro títulos continentales (2014, 2016, 2020 y 2022).

## Trayectoria

### Clubes
Comenzó en los conjuntos juveniles Stord HK, Herkules y Gulset IF. 
Debutó en la élite con el Gjerpen IF (2010-2014) y prosiguió en el Byåsen HE (2014-2017). 
Su mejor momento en el balonmano de clubes fue cuando llegó al Vipers Kristiansand (2017-2021), dónde ganó cuatro ligas y otras tantas copas noruegas, además de la Liga de Campeones en la 2020-21.
En 2021 firmó por el CSM București, con el que alzó la Copa y la Supercopa de Rumanía en 2022. Con el equipo rumano se desempeñó eminentemente como especialista defensiva. A partir de la temporada 2025-26, jugará en el Ikast Håndbold danés.

#### Trayectoria de clubes
- 2010 – 2014:  Gjerpen IF[3]
- 2014 – 2017:  Byåsen HE[3]
- 2017 – 2021:  Vipers Kristiansand[3]
- 2021 – 2025:  CSM București[3]
- 2025 – presente:  Ikast Håndbold[7]

#### Selección
Debutó con la absoluta noruega en 2014. Ganó la medalla de bronce en los Juegos Olímpicos de Río de Janeiro 2016, el oro mundial en 2021 (gracias a una histórica remontada ante Francia), la plata en el Mundial de 2017 y cuatro Campeonatos de Europa (2014, 2016, 2020 y 2022).
En Tokio 2020 (algunas semanas después de levantar la liga de campeones con el Vipers) no pudo participar con su selección tras no ser convocada por el seleccionador noruego Thorir Hergeirsson.

## Premios y títulos

### Con la selección
- 1 x Medalla de bronce en los Juegos Olímpicos (2016)
- 1 x Medalla de oro en el Campeonato Mundial (2021)
- 1 x Medalla de plata en el Campeonato Mundial (2017)
- 4 x Campeonato Europeo de Balonmano (2014, 2016, 2020, 2022)

### Con sus clubes
- 1 x Liga de Campeones de la EHF (2021)
- 4 x Liga noruega (2018, 2019, 2020, 2021)
- 4 x Copa de Noruega (2017, 2018, 2019, 2020)
- 1 x Copa de Rumanía (2022, 2023)
- 1 x Liga rumana (2023)
- 1 x Supercopa de Rumanía (2022)

## Vida personal
Es hija de la exinternacional Hanne Hegh y del entrenador Ketil Arntzen.